# دانيال داكس
دانيال داكس (بالإنجليزية: Danielle Dax)‏ هي مصممة ديكور ‏ ومغنية بريطانية، ولدت في 23 سبتمبر 1958 في ساوثند أون سي في المملكة المتحدة.

## وصلات خارجية
- دانيال داكس على موقع IMDb (الإنجليزية)
- دانيال داكس على موقع ميوزك برينز (الإنجليزية)
- دانيال داكس على موقع إن إن دي بي (الإنجليزية)
- دانيال داكس على موقع أول ميوزيك (الإنجليزية)
- دانيال داكس على موقع ديسكوغز (الإنجليزية)